# Toby Knight
Toby Thomas Knight (El Bronx, Nueva York, 3 de mayo de 1955) es un exjugador de baloncesto estadounidense que jugó cuatro temporadas en la NBA. Con 2,05 metros de estatura, lo hacía en la posición de ala-pívot.

## Trayectoria deportiva

### Universidad
Jugó durante cuatro temporadas con los Fighting Irish de la Universidad de Notre Dame, en las que promedió 8,8 puntos y 6,8 rebotes por partido. Pasó de promediar 2,7 puntos en su primer año a un doble-doble en el último, con 15,2 puntos y 10,5 rebotes por partido. Su jugada más recordada fue un palmeo en el último segundo en la final regional del Toreo de la NCAA que les daba la victoria sobre Cincinnati Bearcats.

### Profesional
Fue elegido en la trigésimo segunda posición del Draft de la NBA de 1977 por New York Knicks, donde en su primera temporada a las órdenes de Willis Reed jugó como suplente de Bob McAdoo, promediando 6,3 puntos y 4,0 rebotes por partido.
Al año siguiente, tras la marcha de McAdoo a los Boston Celtics, se hizo con el puesto de titular, y sus números mejoraron hasta los 16,6 puntos y 6,7 rebotes por partido. Esta salto se tradujo en una ampliación y una sustancial mejora de su contrato, pasando de ganar anualmente 80.000 dólares a 900.000. Su progresión continuó en la temporada 1979-80, donde se complementó a la perfección en los puestos cercanos al aro con el rookie Bill Cartwright, acabando la temporada con 19,1 puntos y 6,1 rebotes por partido.
Pero todo se truncó al año siguiente. En un partido de preparación previo a la temporada 1980-81 ante Boston Celtics en Portland (Maine), sufrió una lesión de rodilla que le apartó de las pistas un año entero. Ésta se produjo cuando defendía a Larry Bird, pero sin mediar contacto alguno. Al ir a coger un rebote la rodilla quebró, necesitando cirugía para su reconstrucción.
Regresó a las pistas en 1981, pero ya no fue el mismo jugador. Relegado al banquillo, con su puesto ocupado por Maurice Lucas, jugó en 40 partidos, en los que promedió 5,5 puntos y 2,1 rebotes, retirándose al término de la temporada tras no ser renovado.

## Estadísticas de su carrera en la NBA

### Temporada regular
| Temporada | Edad | Equipo          | Liga | P   | TIT | MIN  | TC  | TCA  | %TC  | 3P  | 3PA | %3P  | TL  | TLA | %TL  | R.OF. | R.DEF. | REB | ASIS | ROB | TAP | PER | FP  | PTS  |
| 1977-78   | 22   | New York Knicks | NBA  | 80  |     | 14.6 | 2.8 | 5.8  | .477 |     |     |      | 0.8 | 1.2 | .649 | 1.5   | 2.5    | 4.0 | 0.5  | 0.6 | 0.4 | 1.2 | 2.6 | 6.3  |
| 1978-79   | 23   | New York Knicks | NBA  | 82  |     | 32.5 | 7.4 | 14.3 | .519 |     |     |      | 1.8 | 2.5 | .704 | 2.5   | 4.2    | 6.7 | 1.5  | 0.7 | 0.7 | 2.0 | 3.8 | 16.6 |
| 1979-80   | 24   | New York Knicks | NBA  | 81  |     | 36.4 | 8.3 | 15.6 | .529 | 0.0 | 0.0 | .000 | 2.6 | 3.2 | .808 | 2.5   | 3.6    | 6.1 | 1.9  | 1.4 | 1.1 | 2.0 | 3.7 | 19.1 |
| 1981-82   | 26   | New York Knicks | NBA  | 40  | 0   | 13.8 | 2.6 | 4.6  | .557 | 0.0 | 0.0 |      | 0.4 | 0.6 | .680 | 0.8   | 1.2    | 2.1 | 0.6  | 0.4 | 0.3 | 0.5 | 1.9 | 5.5  |
| Total     |      |                 | NBA  | 283 | 0   | 25.9 | 5.7 | 10.9 | .519 | 0.0 | 0.0 | .000 | 1.5 | 2.1 | .740 | 2.0   | 3.1    | 5.1 | 1.2  | 0.9 | 0.7 | 1.6 | 3.2 | 12.9 |

### Playoffs
| Temporada | Edad | Equipo          | Liga | P | MIN | TCA | TC | 3PA | 3P | TLA | TL | R.OF. | REB | ASIS | ROB | TAP | PER | FP | PTS | %TC  | %3P | %FT  | MIN | PTS | REB | AST |
| 1977-78   | 22   | New York Knicks | NBA  | 6 | 48  | 6   | 20 |     |    | 4   | 8  | 9     | 19  | 1    | 1   | 4   | 3   | 9  | 16  | .300 |     | .500 | 8.0 | 2.7 | 3.2 | 0.2 |
| Total     |      |                 | NBA  | 6 | 48  | 6   | 20 |     |    | 4   | 8  | 9     | 19  | 1    | 1   | 4   | 3   | 9  | 16  | .300 |     | .500 | 8.0 | 2.7 | 3.2 | 0.2 |